# Sverker II.

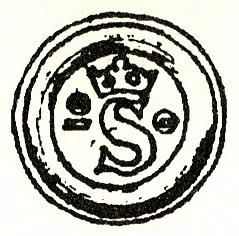
Mince Sverkera II.

Sverker II. (nar. před r. 1167 – 17. červenec 1210) nazýván též Sverker II. Karlsson nebo Sverker Mladší, byl švédským králem v letech 1196-1208.

## Život
Byl synem krále Karla VII. a královny Kristiny Stigsdotter Hvide. Po vraždě otce v roce 1167 ve Visingsö byl malý Sverker pozván do Dánska, kde byl vychován členy matčina rodu. Po smrti krále Knuta I., otcova nástupce, byl pro nedostatečný věk jeho synů zvolen novým králem právě Sverker. Začal vládnout pod jménem Sverker II.
Během své vlády měl král velmi dobré vztahy s církví. Kostelům uděloval různá privilegia, tím pádem je uděloval také arcibiskupovi Valeriovi z Uppsaly.
Roku 1203 se čtyři Knutovi synové, kteří žili na královském dvoře, pokusili získat trůn zpět, a proto je Sverker vykázal ze země. Všichni čtyři našli exil v sousedním Norsku. V roce 1205 se vrátili s armádou. Téhož roku byli poraženi Sverkerem v bitvě u Älgaråsu a tři z nich padli.
Roku 1208 se poslední z nich Erik vrátil do Švédska a s norskou pomocí zvítězil nad Sverkerovou armádou (armádě velel Ebbe Suneson) v bitvě u Leny a vykázal krále do exilu. Začal vládnout jako král Erik X.
Sverker své útočiště nalezl v Dánsku. V roce 1210 se s dánskou pomocí pokusil získat trůn zpět, ale padl v bitvě u Gestilrenu. Poslední odpočinek našel v klášteře Alvastra.

## Rodina
Sverkerovou první manželkou byla dánská šlechtična Benedikta Ebbesdotter (1165/70–1200), se kterou se oženil před rokem 1190, když ještě žil v Dánsku. S ní pak měl jistě dceru Helenu a zřejmě i další děti, které uvádějí odlišné prameny.
Jeho druhou manželkou se v roce 1200 stala Ingegerd Birgersdotter z rodu Folkungů. S ní pak měl syna Jana (1201–1222), který se stal v roce 1216 švédským králem.
Jeho vnučka Kateřina Sunesdotter byla manželkou krále Erika XI.